# KFC Werchter
KFC Werchter is een Belgische voetbalclub uit Werchter, deelgemeente van Rotselaar. De club is bij de KBVB aangesloten met stamnummer 3557 en heeft rood en wit als kleuren.

## Geschiedenis
In 1935 sluit KFC Werchter, dat jaar voordien gestart, zich aan bij de Vlaamse voetbalbond. Met uitzondering van de noodcompetitie 1939-1940 blijft het team actief in de VVB t.e.m. het seizoen 1941-1942. De Ploeg verblijft meestal in de 2e klasse waarin het enkele seizoenen mee aan de top speelt. Samen met een aantal ploegen uit de buurt wordt in 1942 de overstap naar de KBVB gemaakt. Na de oorlog wordt het kampioenschap 1945-1946 op een mooie 2e plaats afgesloten.
De club kwam echter in problemen omdat hun infrastructuur niet voldeed aan de eisen van de KBVB. Twee jaar blijft Werchter inactief tot men het probleem opgelost heeft en het dan opnieuw in actie kan komen. Grote successen worden er niet geboekt. Met uitzondering van een 3e plaats in 1951 kan het elftal zich nooit mengen in de titelstrijd.
Het is dan wachten op het seizoen 1961-1962 wanneer de club er in slaagt een sterk elftal op de been te brengen. Onmiddellijk wordt de titel behaald met 4 punten voorsprong op Nieuwrode. Een eerste succes voor de club bij de viering van het 25-jarig bestaan.